# Ренат, Йохан Густав

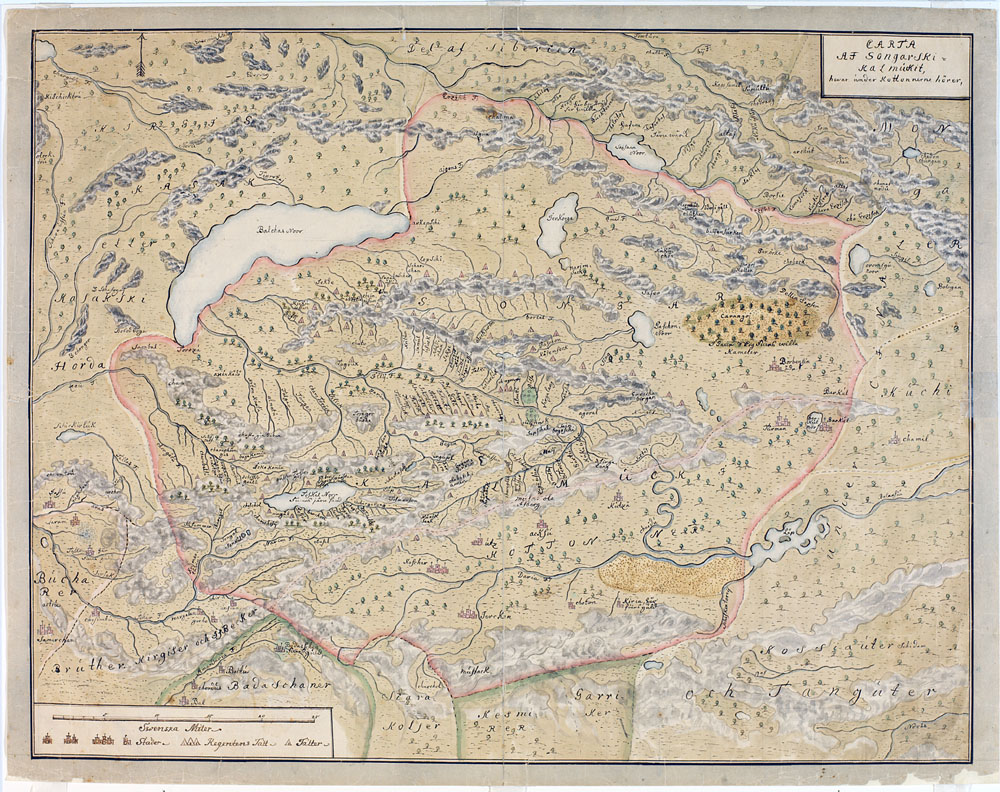
Одна из двух карт Джунгарии, составленных Ренатом

Йохан Густав Ренат (швед. Johan Gustaf Renat; 1682 г., Стокгольм, Швеция — 1744 г.) — шведский военнослужащий и картограф. Известен как первый европеец, сделавший детализированную карту Джунгарии и Восточного Туркестана.

## Начало военной карьеры и пленение
Потомок голландских евреев, Ренат служил в армии Карла XII во время Северной войны штык-юнкером в артиллерии, попал в плен после Полтавской битвы. В числе 20 тысяч пленных шведов был отправлен в Москву и оттуда в 1711 году — в Тобольск. Во время тобольской ссылки присоединился к военному обозу, в 1716 году отправленному к осажденной джунгарами Ямышевской крепости, на помощь экспедиции Бухгольца. После захвата обоза войсками джунгарского хана Цэван-Рабдана вместе с другими шведами попал в плен к джунгарам и был переправлен в Кульджу.

## Джунгарский плен и возвращение в Швецию
Ренат пробыл среди ойратов семнадцать лет на службе джунгарских правителей Цэван-Рабдана и Галдан-Цэрэна. При непосредственном участии Рената были построены артиллерийские, оружейные, горнодобывающие заводы. Деятельность пленных шведов и русских способствовала возникновению военного производства, усилению военной мощи Джунгарского ханства в войне с маньчжурами. За его деятельность ему было обещано освобождение, которое он получил после окончания военных действий в Джунгарии.
В 1733 году Ренат, скопивший на джунгарской службе состояние и женившийся в плену на пленной шведке Бригитте Шерзенфельд, вместе с российским посольством майора Леонтия Угримова вернулся в Москву. В 1734 году он вместе с женой и тремя служанками из тюркских народов входивших в состав Джунгарской империи — Алтан, Яманкис и Сарой (согласно своду ойрато-монгольских законов Ики Цааҗин Бичиг (Великое Степное уложение) принятому в 1640 году, нойонам и зайсангам было запрещено отдавать в услужение чужеродным иноэтничным народам своих подданных ойратов и монголов) добрался до Стокгольма, где купил дом в Старом городе. В 1739 году дослужился до чина капитана.
Две карты Джунгарии, составленные им отчасти по личным наблюдениям, отчасти по описаниям, долгое время были неизвестны широкой публике. В 1878 году Юхан Август Стриндберг, работавший помощником библиотекаря в Королевской библиотеке, обнаружил там копии этих карт и через Я. К. Грота передал их в ИРГО, где в 1881 году они были опубликованы А. И. Макшеевым. Десятью годами позднее оригиналы карт были обнаружены в Уппсальском университете, где они и хранятся по сей день.

## Образ в художественной литературе
Йохан Густав Ренат — один из главных персонажей в романе А. В. Иванова «Тобол» (2017) и одноимённой экранизации (2019).